# نمود آغازی
نمود آغازی یا نمود شروعی (به انگلیسی: inchoative/ingressive aspect) بیانگر شروع عمل یا حالتی است. این نمود را در طبقه نمودهای مرحله‌ای طبقه‌بندی می‌کنند. جملات زیر در زبان فارسی دارای نمود دستوری آغازی هستند.
- بگیر این پولها را بشمار.
- بگیر بخواب دیگر.
- تا می‌آیی دو کلمه حرف حساب با او بزنی برمی دارد می‌رود بیرون.

جمله زیر در زبان فارسی دارای نمود واژگانی آغازی است:
- باران گرفت.